# Championnat de Tanzanie de football 2018-2019
Navigation
Saison précédente Saison suivante
La saison 2018-2019 du Championnat de Tanzanie de football est la cinquante-cinquième édition de la Ligi Kuu Bara, le championnat de première division en Tanzanie. Les vingt meilleures équipes du pays sont regroupées au sein d’une poule unique où elles s’affrontent deux fois au cours de la saison, à domicile et à l’extérieur. En fin de saison, les quatre derniers du classement sont relégués et remplacés par les quatre meilleurs clubs de deuxième division.
Le club de Simba SC, tenant du titre, remporte de nouveau le championnat.

## Qualifications continentales
La Tanzanie obtenant pour la prochaine saison deux places en Ligue des Champions et deux places en Coupe de la confédération, c'est le champion de Tanzanie et le vice-champion qui se qualifient pour la Ligue des champions de la CAF 2019-2020, tandis que le 3e et le vainqueur de la Coupe de Tanzanie obtiennent leur billet pour la Coupe de la confédération 2019-2020.

## Les clubs participants
- Azam FC
- Young Africans FC
- Mbeya City Council FC
- Simba SC
- Kagera Sugar FC
- Ruvu Shooting
- Mtibwa Sugar
- Singida United
- Lipuli FC
- Prisons SC
- Mbao FC
- Ndanda FC
- JKT Tanzanie - Promu de D2
- Stand United
- Mwadui FC
- Coastal Union - Promu de D2
- Kinondoni Municipal Council - Promu de D2
- Alliance Schools - Promu de D2
- African Lyon - Promu de D2
- Biashara United - Promu de D2

## Compétition
Le barème utilisé pour établir le classement est le suivant :
- Victoire : 3 points
- Match nul : 1 point
- Défaite : 0 point

### Classement
| Rang | Équipe                        | Pts | J  | G  | N  | P  | Bp | Bc | Diff |
| ---- | ----------------------------- | --- | -- | -- | -- | -- | -- | -- | ---- |
| 1    | Simba SCT                     | 93  | 38 | 29 | 6  | 3  | 77 | 15 | +62  |
| 2    | Young Africans FC             | 86  | 38 | 27 | 5  | 6  | 56 | 27 | +29  |
| 3    | Azam FC C                     | 75  | 38 | 21 | 12 | 5  | 54 | 21 | +33  |
| 4    | Kinondoni Municipal Council P | 55  | 38 | 13 | 16 | 9  | 40 | 25 | +15  |
| 5    | Mtibwa Sugar                  | 50  | 38 | 14 | 8  | 16 | 36 | 34 | +2   |
| 6    | Lipuli FC                     | 49  | 38 | 12 | 13 | 13 | 32 | 40 | -8   |
| 7    | Mbeya City Council FC         | 48  | 38 | 13 | 9  | 16 | 38 | 39 | -1   |
| 8    | Coastal Union P               | 48  | 38 | 11 | 15 | 12 | 32 | 42 | -10  |
| 9    | Ndanda FC                     | 48  | 38 | 12 | 12 | 14 | 25 | 37 | -12  |
| 10   | JKT Tanzanie P                | 47  | 38 | 11 | 14 | 13 | 29 | 35 | -6   |
| 11   | Alliance Schools P            | 47  | 38 | 12 | 11 | 15 | 34 | 43 | -9   |
| 12   | Prisons SC                    | 46  | 38 | 11 | 13 | 14 | 30 | 31 | -1   |
| 13   | Singida United                | 46  | 38 | 11 | 13 | 14 | 30 | 39 | -9   |
| 14   | Biashara United P             | 45  | 38 | 11 | 12 | 15 | 30 | 35 | -5   |
| 15   | Ruvu Shooting                 | 45  | 38 | 11 | 12 | 15 | 35 | 43 | -8   |
| 16   | Mbao FC                       | 45  | 38 | 11 | 12 | 15 | 27 | 41 | -14  |
| 17   | Mwadui FC                     | 44  | 38 | 12 | 8  | 18 | 47 | 52 | -5   |
| 18   | Kagera Sugar FC               | 44  | 38 | 10 | 14 | 14 | 33 | 43 | -10  |
| 19   | Stand United                  | 44  | 38 | 12 | 8  | 18 | 38 | 50 | -12  |
| 20   | African Lyon P                | 23  | 38 | 4  | 11 | 23 | 23 | 54 | -31  |

|  | Qualification pour la Ligue des champions de la CAF 2019-2020 et pour la Coupe Kagame inter-club 2019 |
|  | Qualification pour la Coupe de la confédération 2019-2020                                             |
|  | Qualification pour les barrages de maintien-relégation                                                |
|  | Relégation en deuxième division                                                                       |
|  | T : Tenant du titre C : Coupe de Tanzanie P : Promu de D2                                             |

- Azam FC étant le Vainqueur de la Coupe de Tanzanie, le 4e est qualifié pour la Coupe de la confédération[2].

### Barrages de maintien-relégation
Le 17e et le 18e de première division rencontrent deux équipes de deuxième division pour tenter de se maintenir.
- Match aller le 3 juin 2019 :
  - Pamba (D2) - Kagera Sugar 0-0
  - Geita Gold (D2) - Mwadui  0-0

- Match retour le 8 juin 2019 :
  - Kagera Sugar  - Pamba (D2) 2-0
  - Mwadui - Geita Gold (D2) 2-1

Les clubs se maintiennent dans leurs divisions respectives.

## Bilan de la saison
| Championnat de Tanzanie de football 2018-2019 |                               |
| Champion                                      | Simba Sports Club (19e titre) |
| Coupes et trophées                            |                               |
| Vainqueur de la Coupe de Tanzanie 2018-2019   | Azam Football Club            |
| Qualifications continentales                  |                               |
| Ligue des champions de la CAF 2019-2020       | Simba Sports Club             |
| Ligue des champions de la CAF 2019-2020       | Young Africans Football Club  |
| Coupe de la confédération 2019-2020           | Azam Football Club            |
| Coupe de la confédération 2019-2020           | Kinondoni Municipal Council   |
| Coupe Kagame inter-club 2019                  |                               |
| Promotions et relégations                     |                               |
| Promus en Première division                   | Namungo FC                    |
| Promus en Première division                   | Polisi Tanzania FC            |
| Relégués en Deuxième division                 | Stand United                  |
| Relégués en Deuxième division                 | African Lyon                  |